# Équipe de Suisse de football en 1937
Cet article présente les résultats de l'équipe de Suisse de football lors de l'année 1937.

## Bilan
|           | Nombre de matchs | Victoires | Défaites | Matchs nuls | Buts marqués | Buts encaissés |
| Domicile  | 4                | 0         | 3        | 1           | 3            | 9              |
| Extérieur | 6                | 1         | 5        | 0           | 10           | 16             |
| Neutre    | 0                | 0         | 0        | 0           | 0            | 0              |
| Total     | 10               | 1         | 8        | 1           | 13           | 25             |

## Matchs et résultats
| Coupe internationale européenne 1936-1938   | Tchécoslovaquie                                     | 5 - 3   | Suisse                      | Stadion Letná, Prague                            |                                                  |
| 21 février 1937 · Historique des rencontres | Kopecký 15e 43e · Svoboda 44e · Horák 50e · Puč 76e | (3 - 1) | 18e Wagner · 55e 84e Bickel | Spectateurs : 20 000 Arbitrage : Lucien Leclercq | Spectateurs : 20 000 Arbitrage : Lucien Leclercq |
| 21 février 1937 · Historique des rencontres | Rapport                                             |         |                             | Spectateurs : 20 000 Arbitrage : Lucien Leclercq | Spectateurs : 20 000 Arbitrage : Lucien Leclercq |

| Match amical                            | Pays-Bas                     | 2 - 1   | Suisse       | Stade olympique, Amsterdam                   |                                              |
| 7 mars 1937 · Historique des rencontres | Bakhuys 13e · Vrauwdeunt 47e | (1 - 0) | 86e Abegglen | Spectateurs : 40 000 Arbitrage : Louis Baert | Spectateurs : 40 000 Arbitrage : Louis Baert |
| 7 mars 1937 · Historique des rencontres | Rapport                      |         |              | Spectateurs : 40 000 Arbitrage : Louis Baert | Spectateurs : 40 000 Arbitrage : Louis Baert |

| Coupe internationale européenne 1936-1938         | Suisse   | 1 - 5   | Hongrie                                         | Rankhof, Bâle                                  |                                                |
| 11 avril 1937 · 15h00 · Historique des rencontres | Aeby 57e | (0 - 2) | 26e Sárosi · 41e 61e 71e Zsengellér · 78e Dudás | Spectateurs : 20 000 Arbitrage : Jean Langenus | Spectateurs : 20 000 Arbitrage : Jean Langenus |
| 11 avril 1937 · 15h00 · Historique des rencontres | Rapport  |         |                                                 | Spectateurs : 20 000 Arbitrage : Jean Langenus | Spectateurs : 20 000 Arbitrage : Jean Langenus |

| Match amical                              | Belgique     | 1 - 2   | Suisse                    | Heysel, Bruxelles                                 |                                                   |
| 18 avril 1937 · Historique des rencontres | Voorhoof 75e | (0 - 1) | 11e Abegglen · 48e Bickel | Spectateurs : 14 304 Arbitrage : William Hamilton | Spectateurs : 14 304 Arbitrage : William Hamilton |
| 18 avril 1937 · Historique des rencontres | Rapport      |         |                           | Spectateurs : 14 304 Arbitrage : William Hamilton | Spectateurs : 14 304 Arbitrage : William Hamilton |

| Match amical                           | Suisse  | 0 - 1   | Allemagne     | Hardturm, Zurich                             |                                              |
| 2 mai 1937 · Historique des rencontres |         | (0 - 0) | 67e Kitzinger | Spectateurs : 33 000 Arbitrage : Louis Baert | Spectateurs : 33 000 Arbitrage : Louis Baert |
| 2 mai 1937 · Historique des rencontres | Rapport |         |               | Spectateurs : 33 000 Arbitrage : Louis Baert | Spectateurs : 33 000 Arbitrage : Louis Baert |

| Match amical                            | Suisse  | 0 - 1   | République d'Irlande | Wankdorf, Berne                                   |                                                   |
| 17 mai 1937 · Historique des rencontres |         | (0 - 1) | 28e Dunne            | Spectateurs : 18 000 Arbitrage : Walter Lewington | Spectateurs : 18 000 Arbitrage : Walter Lewington |
| 17 mai 1937 · Historique des rencontres | Rapport |         |                      | Spectateurs : 18 000 Arbitrage : Walter Lewington | Spectateurs : 18 000 Arbitrage : Walter Lewington |

| Coupe internationale européenne 1936-1938     | Autriche                                    | 4 - 3   | Suisse                              | Praterstadion, Vienne                         |                                               |
| 19 septembre 1937 · Historique des rencontres | Sindelar 2e · Jerusalem 8e 28e · Geiter 39e | (4 - 2) | 31e Walaschek · 41e Aebi · 75e Aeby | Spectateurs : 33 000 Arbitrage : Mika Popović | Spectateurs : 33 000 Arbitrage : Mika Popović |
| 19 septembre 1937 · Historique des rencontres | Rapport                                     |         |                                     | Spectateurs : 33 000 Arbitrage : Mika Popović | Spectateurs : 33 000 Arbitrage : Mika Popović |

| Match amical                                | France           | 2 - 1   | Suisse   | Parc des Princes, Paris                        |                                                |
| 10 octobre 1937 · Historique des rencontres | Veinante 41e 82e | (1 - 0) | 66e Rupf | Spectateurs : 36 730 Arbitrage : Jean Langenus | Spectateurs : 36 730 Arbitrage : Jean Langenus |
| 10 octobre 1937 · Historique des rencontres | Rapport          |         |          | Spectateurs : 36 730 Arbitrage : Jean Langenus | Spectateurs : 36 730 Arbitrage : Jean Langenus |

| Coupe internationale européenne 1936-1938           | Suisse                            | 2 - 2   | Italie       | Les Charmilles, Genève                            |                                                   |
| 31 octobre 1937 · 15h00 · Historique des rencontres | Walaschek 17e (pen.) · Wagner 23e | (2 - 1) | 5e 85e Piola | Spectateurs : 25 000 Arbitrage : Walter Lewington | Spectateurs : 25 000 Arbitrage : Walter Lewington |
| 31 octobre 1937 · 15h00 · Historique des rencontres | Rapport                           |         |              | Spectateurs : 25 000 Arbitrage : Walter Lewington | Spectateurs : 25 000 Arbitrage : Walter Lewington |

| Coupe internationale européenne 1936-1938    | Hongrie               | 2 - 0   | Suisse | Üllöi Uti, Budapest                           |                                               |
| 14 novembre 1937 · Historique des rencontres | Sárosi 3e · Toldi 75e | (1 - 0) |        | Spectateurs : 12 000 Arbitrage : Mika Popović | Spectateurs : 12 000 Arbitrage : Mika Popović |
| 14 novembre 1937 · Historique des rencontres | Rapport               |         |        | Spectateurs : 12 000 Arbitrage : Mika Popović | Spectateurs : 12 000 Arbitrage : Mika Popović |